# 1582
Cette page concerne l'année 1582  des calendriers julien et grégorien.
L'année 1582 est une année commune qui commence un lundi (dans le calendrier julien) ; mais finissant un vendredi (dans le calendrier  grégorien). Cette année a duré 355 jours dans les pays qui ont adopté ce changement de calendrier.

## Événements
- 13 janvier, Mongolie : mort d’Altan Khan[1]. Son empire qui s’étend du Koukou-nor à la Grande Muraille ne tarde pas à se désintégrer en domaines féodaux rivaux[2].
- Mars[3] : en Inde, le grand moghol Akbar réforme la religion et instaure le Dîn-i-Ilâhî, qui réunit syncrétiquement le bouddhisme, l’islam, l’hindouisme et le christianisme. Elle n’aura que peu d’adeptes en dehors de la cour et s’éteindra avec le souverain. Abul al-Fazl ibn Mubarak, le vizir d'Akbar, est nommé grand prêtre de la nouvelle religion.
- 16 avril : fondation de Salta, en Argentine[4].
- 11 mai : Manuel Teles Barreto (pt) devient gouverneur du Brésil (fin le 10 août 1587)[5]. Il termine la conquête du Paraiba du Nord, commencée par ses prédécesseurs.

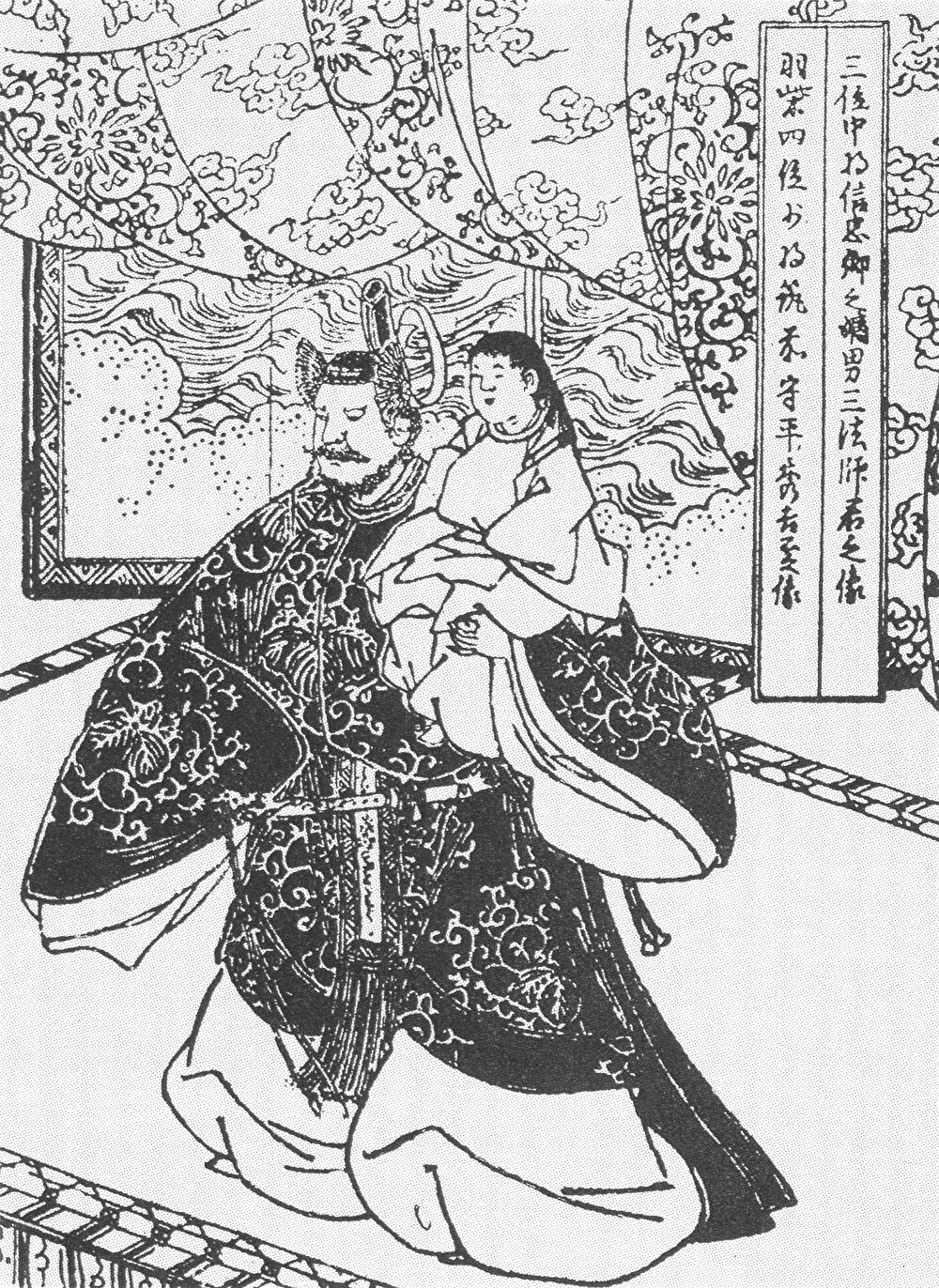
Au Japon, avènement au pouvoir de Hideyoshi Toyotomi (1536-1598).

- 21 juin Japon : durant l'incident du Honnō-ji, Nobunaga Oda, victime de la révolte d’un de ses vassaux, se fait seppuku. L’un de ses lieutenants, Hideyoshi Toyotomi, poursuit son œuvre d’unification[6]. Il entreprend des réformes visant à bloquer les classes sociales dans leur état du moment.
- 9 juillet : mort du Grand Secrétaire Zhang Juzheng[7]. Le pouvoir en Chine passe aux mains des eunuques qui font régner la terreur parmi les fonctionnaires et dans la population. Ils perçoivent de lourds impôts. Des fonctionnaires réformateurs tentent de s’opposer à eux, mais cela n’aboutit que sur des purges et sur des luttes de factions.
- 6 août, Empire songhaï : mort d’Askia Daoud (ou 1583)[8]. Ses fils entrent en lutte pour monter sur le trône. L’aîné, Mohamed el-Hadj, ne parvient pas à imposer son autorité. Ses frères conspirent contre lui et profitent de sa mauvaise santé pour le déposer en 1586.
- 7 août : mission jésuite en Chine. Arrivée à Macao du jésuite italien Matteo Ricci (1552-1610)[9]. Il se rend ensuite à Canton.
- 10 novembre, Santa-Barbara : départ de Antonio de Espejo et Bernardino Beltrán pour une expédition le long du Río Grande, au Nouveau-Mexique actuel (fin en 1583)[10].

- Les Ouzbeks reprennent Tachkent[11] et tentent d’envahir la Kachgarie et d’occuper le Khârezm et le Khorasan.

### Europe
- 15 janvier : paix de Jam Zapolski[12]. Ivan le Terrible abandonne la Livonie et l’Estonie. La Suède n’est pas comprise dans le traité et les litiges sur la frontière lituano-russe restent en suspens.
- 10 février : François d'Anjou se rend aux Pays-Bas où il est reçu à Flessingue par Guillaume le Taciturne[13].
- 13 février-14 mars[14] :  séjour du légat pontifical Antonio Possevino à Moscou. Il propose au tsar un projet d’union religieuse et de croisade contre les Turcs.

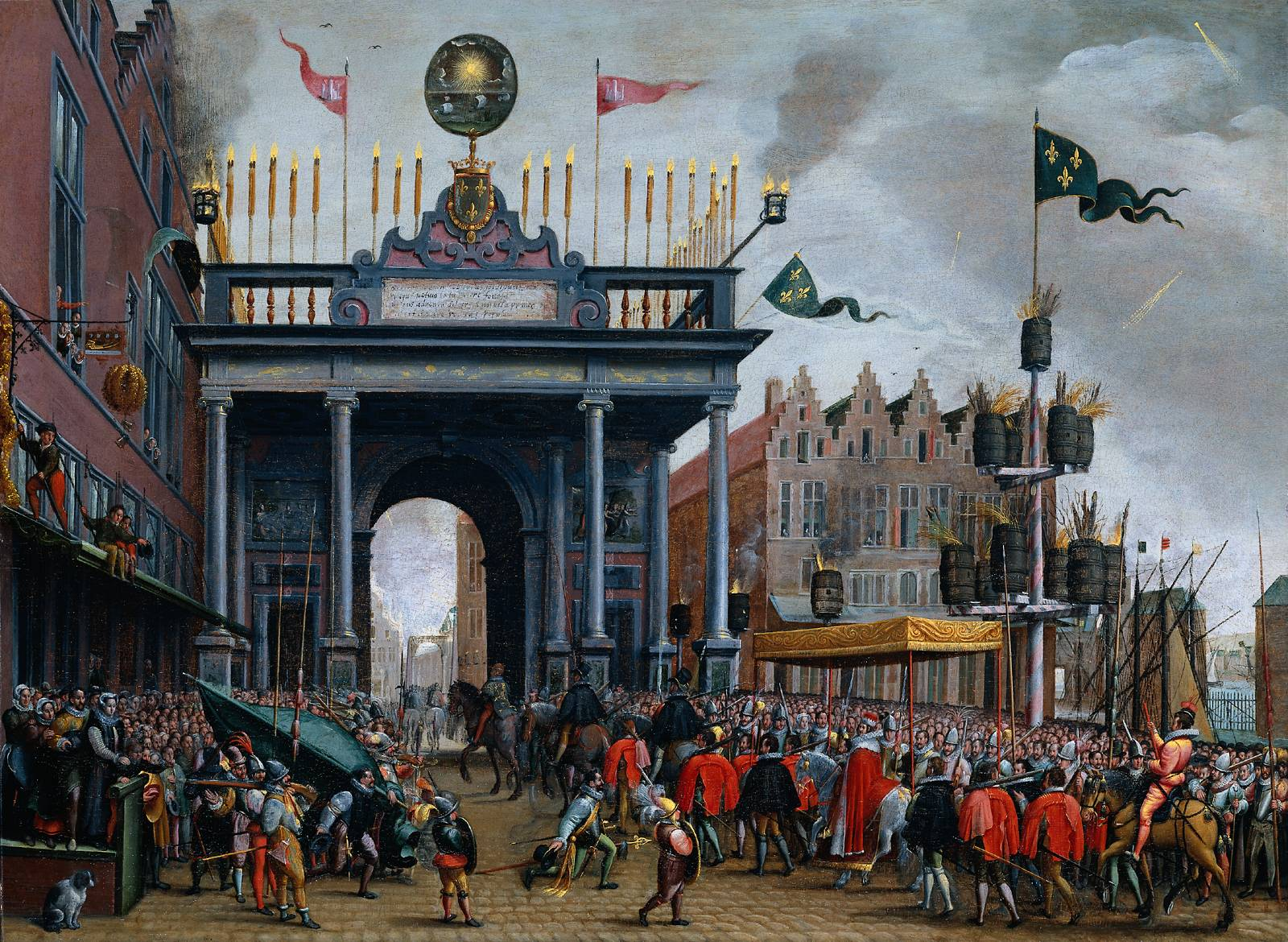
19 février : entrée du duc d’Anjou à Anvers.

- 19 février : le duc d’Anjou, qui se dit fiancé à la reine d’Angleterre et s’intitule duc de Brabant entre à Anvers[13].
- 24 février : bulle papale Inter gravissimas instaurant le calendrier grégorien[15].

- Mai : tremblement de terre à Pouzzoles[16].

- 3 juillet : ouverture de la Diète d'Empire à Augsbourg[17]. La diète et l’empereur interviennent à Cologne pour empêcher la sécularisation des bénéfices[18].
- 5 juillet : prise d’Audenarde par Alexandre Farnèse[19].
- 26 juillet : bataille des Açores[20]. Catherine de Médicis conteste la conquête du Portugal par Philippe II d'Espagne et tente en vain d’organiser une expédition. Une flotte française tente de s'emparer des Açores pour y établir Antoine, prétendant au trône portugais, mais est vaincue par une flotte espagnole au large de Vila Franca do Campo.

- 22 août : le roi Jacques VI d'Écosse est enlevé pendant une partie de chasse par des partisans de la couronne d'Angleterre. Il est retenu captif jusqu'au 7 juillet 1583[21].
- 25 août : les électeurs de l'empire assemblés déclarent que le duc de Savoie, comme vicaire perpétuel de l'empire, devait jouir du droit de prééminence sur les autres princes d'Italie[22].
- 4 octobre (du calendrier julien) : mise en place du calendrier grégorien en Italie, en Péninsule Ibérique, et en Pologne (passage du jeudi 4 au vendredi 15)[15].
- 18 octobre : le jésuite Pierre Canisius fonde le Collège Saint-Michel à Fribourg en Suisse[23].

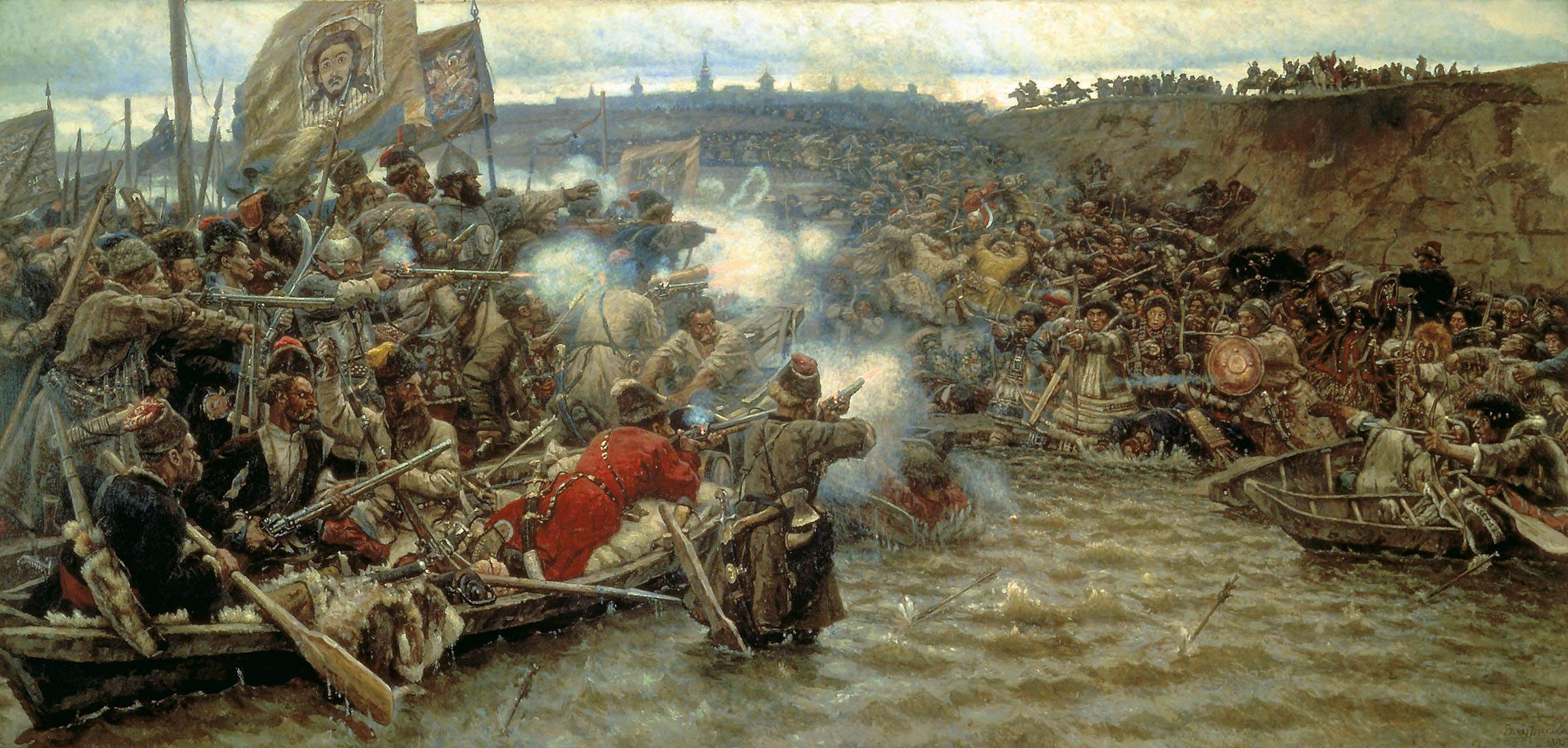
L'invasion de la Sibérie par Yermak.

- 26 octobre : Yermak Timofeyevitch s'empare de Sibir, capitale du khanat de Sibérie[24]. Le khan chaybanide Koutchoulou est obligé de fuir. Sibir est situé au confluent de l'Irtych, de la Tobol et de l'Ob à l'emplacement actuel de Tobolsk.
- 12 novembre : charte en 25 points reconnaissant au Portugal l’intégrité de ses institutions et l’autonomie interne du royaume[25].
- 9 décembre (du calendrier julien) : adoption du calendrier grégorien par la France (passage du dimanche 9 au lundi 20)[15].
- L’empereur Rodolphe II abandonne Vienne protestante pour Prague[26], ouvrant la voie à des rivalités politiques grandissantes.

## Naissances en 1582

Portrait assis de l'empereur Taichang.

- 28 août : Taichang, empereur de la dynastie Ming de Chine († 1620).
- 28 septembre : Khwaja Khizr Khan, chef de la tribu des Abdali et gouverneur héréditaires de Safa († 13 septembre 1627).
- Date précise inconnue :
  - Jacopo Bambini, peintre baroque italien († ?).
  - Charles Labbé de Monvéron, juriste et philologue français († 11 janvier 1657).
  - Alphonse-Louis du Plessis de Richelieu, cardinal français, archevêque de Lyon († 23 mars 1653).
  - Matsui Okinaga, samouraï japonais.
- Vers 1582 :
- David Colijns, peintre néerlandais († vers 1666).

## Décès en 1582
- 13 janvier : Altan Khan, chef de l'Aile droite des Mongols (° 1502)[27].
- 18 janvier : Emmanuel-Philibert de Pingon, baron de Cusy et seigneur de Premeyzel (° 18 janvier 1525).

- 1er février :
  - Gilles de Trèves, seigneur de Ville-sur-Saulx (° 1515).
  - Ukita Naoie, daimyo de l'époque Sengoku de l'histoire du Japon (° 1529).
- 10 février : Nicolas de Bauffremont, grand-prévôt de France (° 1520).
- 15 février : Artus de Cossé-Brissac, homme de guerre et diplomate français (° 1512).
- 18 février : Sakuma Nobumori, vassal du clan Oda (° 1528).

- 14 mars : Élisabeth de Hesse, noble allemande (° 13 février 1539).
- 18 mars : Jean de Jauregui, connu pour avoir tenté d'assassiner Guillaume, prince d'Orange (° 1562).
- 22 mars : Daniel Brendel von Homburg, archevêque et prince-électeur de Mayence (° 22 mars 1523).
- 25 mars : Nishina Morinobu, commandant samouraï de l'époque Sengoku et vassal du clan Takeda (° 1557).
- 29 mars :
  - Masamori Obata, un des célèbres 24 généraux de Shingen Takeda (° 1534).
  - Philippe de Médicis, prince de la maison de Médicis (° 20 mai 1577).
- 30 mars : Takeda Nobukado, commandant samouraï de l'époque Sengoku de l'histoire du Japon (° 1529).

- 2 avril : Nobutatsu Ichijō, frère de Shingen Takeda et un des célèbres 24 généraux (° 1539).
- 3 avril :
  - Takeda Katsuyori, samouraï japonais de l'époque Sengoku (° 1546).
  - Takeda Nobukatsu, daimyo du clan Takeda à la fin de l'époque Sengoku (° 11 décembre 1567).
- 16 avril : Oyamada Nobushige, général samouraï japonais dans l'armée du clan Takeda sous les ordres de Takeda Shingen, et plus tard Katsuyori Takeda (° 1545).
- 17 avril : Thomas de Jésus de Andrade, religieux portugais de l'ordre des Ermites de saint Augustin (° 1529).
- 20 avril : Jean V de Pontevès, dit le comte de Carcès, capitaine français des guerres de religion mathématicien et un poète humaniste français (° 1510).

- 5 mai :  Charlotte de Montpensier, noble française, troisième épouse de Guillaume Ier d'Orange-Nassau (° 1546).
- 24 mai : Philippe II de Lalaing, 3e comte de Lalaing, baron d'Escornaix, seigneur de Waurin et de Flandres, grand-bailli du Hainaut (° 1537).
- 28 mai : Guillaume Bailly, président en la Chambre des comptes, comte de La Ferté-Aleps, abbé de l’abbaye de Bourgueil en mai 1582 (° 23 mars 1519).
- 30 mai : Luke Kirby, prêtre catholique et martyr anglais (° 1549).

- 9 juin : Philippe-Christine de Lalaing, fille de Charles II de Lalaing et de Marie de Montmorency ainsi que l'épouse de Pierre de Melun (° 1545).
- 21 juin :
  - Mori Ranmaru, guerrier japonais (° 1565).
  - Nobukimi Anayama, un des 24 généraux de Shingen Takeda (° 1541).
  - Oda Nobunaga, daimyō japonais (° 23 juin 1534).
  - Oda Nobutada, fils aîné d'Oda Nobunaga (° 1555 ou 1557).
- 23 juin : Shimizu Muneharu, commandant samouraï durant l'époque Sengoku de l'histoire du Japon (° 1537).

- 2 juillet :
  - Akechi Mitsuhide, samouraï de la période Sengoku de l'histoire du Japon (° 10 mars 1527).
  - Sébastien de L'Aubespine, homme d'église et diplomate français (° 1518).
- 2 juillet ou 3 juillet : James Crichton, gentilhomme écossais (° 1560).
- 4 juillet : Akechi Mitsutada, samouraï de l'époque Sengoku au service du clan Akechi (° 1540).
- 6 juillet : Saitō Toshimitsu, samouraï de l'époque Sengoku de l'histoire du Japon (° 1534).
- 7 juillet : Kawajiri Hidetaka, samouraï et daimyo du clan Oda pendant l'époque Sengoku de l'histoire du Japon (° 1527).
- 9 juillet : Zhang Juzheng, « Grand Secrétaire » chinois durant la dynastie Ming (° 1525).
- 14 juillet : Bernardin de Saint-François, évêque français (° 1529).
- 25 juillet : Jacques Peletier du Mans, mathématicien et poète humaniste français (° 1517)[28].
- 27 juillet : Philippe Strozzi, condottiere italien (° 1541).

- 22 août : Georges Tronchay, écrivain francais (° 1540).

- 23 septembre : Louis III de Montpensier, prince de sang français (° 10 juin 1513).
- 28 septembre : George Buchanan, poète latinisant, dramaturge et historien écossais (° février 1506).

- 4 octobre : Thérèse d'Ávila, sainte catholique et une réformatrice monastique (° 28 mars 1515).
- 16 octobre : Gilbert Gouffier, 3e duc de Roannais, marquis de Boisy, comte de Maulévrier et de Caravas, seigneur d'Oiron, gouverneur d'Amboise (° 6 janvier 1553).
- 23 octobre : Bartolomeo Panciantichi, banquier italien (° 1507)[29].

- 1er novembre : Christophe de Thou, premier président du Parlement de Paris du 14 décembre 1562 à sa mort (° 28 octobre 1508).
- 11 novembre : Matsudaira Ietada (Katahara), samouraï de l'époque Sengoku de l'histoire du Japon et 5e daimyo de la branche Katahara du clan Matsudaira (° 1547).
- 16 novembre : Pere Albert Vila, organiste, facteur d'orgue et compositeur espagnol (° 1517)[30].
- 21 novembre :  Diègue d'Autriche, archiduc d'Autriche et prince des Asturies (° 15 août 1575).
- 30 novembre : Francesco da Urbino, peintre italien (° 1545).

- 11 décembre : Ferdinand Alvare de Tolède, troisième duc d'Albe, Grand d'Espagne, duc de Huéscar, vice-roi de Naples, gouverneur des Pays-Bas (° 29 octobre 1507).
- 15 décembre : Giorgio Ghisi, peintre maniériste et graveur italien (° 1520).
- 28 décembre : Toki Yorinari, dernier chef du clan Toki pendant les dernières années de l'époque Sengoku (° 1502).

- Date précise inconnue :
  - Dame Hojo, figure importante de l'époque Sengoku au Japon (° 1546).
  - Kojima Yataro, samouraï de l'époque Sengoku au service du clan Uesugi de la province d'Echigo (° 1522).
  - Guido de Lavezaris, gouverneur général espagnol des Philippines (° 1512).
  - Lattanzio Pagani, peintre italien (° 1520).
  - Toki Jurozayemon Mitsuchika, daimyo du clan Akechi.
  - Wu Cheng'en, écrivain chinois de la dynastie Ming (° 1500).